# Coppa Italia lead di arrampicata
La Coppa Italia lead di arrampicata è un circuito nazionale di gare di arrampicata organizzato annualmente dalla Federazione Arrampicata Sportiva Italiana (FASI), a partire dalla stagione 1994.
Le altre due Coppe italiane di specialità dell'arrampicata sono:
- la Coppa Italia boulder di arrampicata
- la Coppa Italia speed di arrampicata

## Albo d'oro
| Anno | Uomini              | Donne               |
| ---- | ------------------- | ------------------- |
| 1994 | Luca Zardini        | Luisa Iovane        |
| 1995 | Cristian Brenna     | Lisa Benetti        |
| 1996 | Cristian Brenna     | Raffaella Valsecchi |
| 1997 | Mauro Calibani      | Luisa Iovane        |
| 1998 | Cristian Brenna     | Luisa Iovane        |
| 1999 | Bernardino Lagni    | Jenny Lavarda       |
| 2000 | Bernardino Lagni    | Jenny Lavarda       |
| 2001 | Bernardino Lagni    | Jenny Lavarda       |
| 2002 | Luca Zardini        | Lisa Benetti        |
| 2003 | Luca Zardini        | Luisa Iovane        |
| 2004 | Luca Zardini        | Luisa Iovane        |
| 2005 | Matteo Gambaro      | Lisa Benetti        |
| 2006 | Fabrizio Droetto    | Lisa Benetti        |
| 2007 | Luca Zardini        | Angelika Rainer     |
| 2008 | Luca Zardini        | Anna Gislimberti    |
| 2009 | Manuel Coretti      | Alexandra Ladurner  |
| 2010 | Stefano Ghisolfi    | Sara Avoscan        |
| 2011 | Stefano Ghisolfi    | Jenny Lavarda       |
| 2012 | Stefano Ghisolfi    | Jenny Lavarda       |
| 2013 | Stefano Ghisolfi    | Claudia Ghisolfi    |
| 2014 | Stefano Ghisolfi    | Jenny Lavarda       |
| 2015 | Marcello Bombardi   | Claudia Ghisolfi    |
| 2016 | Francesco Vettorata | Claudia Ghisolfi    |
| 2017 | Stefano Ghisolfi    | Claudia Ghisolfi    |
| 2018 | Stefano Ghisolfi    | Asja Gollo          |
| 2019 | Francesco Vettorata | Claudia Ghisolfi    |
| 2021 | Giovanni Placci     | Alessia Mabboni     |
| 2022 | Giovanni Placci     | Alessia Mabboni     |
| 2022 | Giorgio Tomatis     | Savina Nicelli      |

## Maggiori vincitori di Coppa Italia lead
Nelle seguenti tabelle sono indicati tutti gli atleti vincitori di almeno due Coppa Italia lead.

### Uomini
| Nome                | Coppa Italia lead |
| ------------------- | ----------------- |
| Stefano Ghisolfi    | 7                 |
| Luca Zardini        | 6                 |
| Cristian Brenna     | 3                 |
| Bernardino Lagni    | 3                 |
| Giovanni Placci     | 2                 |
| Francesco Vettorata | 2                 |

### Donne
| Nome             | Coppa Italia lead |
| ---------------- | ----------------- |
| Jenny Lavarda    | 6                 |
| Luisa Iovane     | 5                 |
| Claudia Ghisolfi | 5                 |
| Lisa Benetti     | 4                 |